# 索納絲·辛哈
索納絲·辛哈（印度語：सोनाक्षी सिन्हा，1987年6月2日—）是印度女演員，父母均是演員。2010年，她和男影星薩爾曼·汗合作並在拍攝了她首套電影《寶萊塢之爆裂警官》，該電影票房大賣也使她知名度提升。辛哈也因此獲得第56屆印度電影觀眾獎的最佳女新人獎項。
之後，她開始在不同電影中擔任女主角。2013年，辛哈和男演員蘭威爾·辛格拍攝愛情電影《剪不斷的愛》（Lootera），此電影大獲好評。而辛哈受讚賞的演出為她帶來多項提名，其中包括印度電影觀眾獎及國際印度電影大獎頒獎禮的最佳女主角提名。

## 外部連結
- 索納絲·辛哈在互联网电影资料库（IMDb）上的資料（英文）
- Facebook （页面存档备份，存于）
- 索納絲·辛哈的Instagram帳戶